# Coelotrypes inumbratus
Coelotrypes inumbratus är en tvåvingeart som först beskrevs av Munro 1957.  Coelotrypes inumbratus ingår i släktet Coelotrypes och familjen borrflugor.
Artens utbredningsområde är Uganda. Inga underarter finns listade i Catalogue of Life.